# Комаров, Матвей
Матвей Комаров — русский писатель XVIII века, автор широко известной в своё время лубочной книги «Повесть о приключении английского милорда Георга и бранденбургской маркграфини Фредерики Луизы» (1782) — образца «массовой литературы» XVIII—XIX вв.
Оставил после себя серию книг, развивавших традиции западноевропейской рыцарской романистики, русских рукописных повестей и фольклора.

## Биография
Биография Матвея Комарова совершенно не разработана, да и можно сказать, что практически неизвестна: из объявлений о его книгах («Московские Ведомости», 1783, № 7), а также из предисловий и посвящений к его книгам видно, что он был крепостным, служил домоправителем у москвички А. Л. Щербачёвой (по первому мужу Зотовой, по второму Эйхлер); после её смерти в 1785 году писатель получил вольную.
Родился не позднее 1738 года, умер не ранее 1815-го.
Грамотный и склонный к письменным делам Комаров, по собственному признанию, «с самого младолетия упражнялся в чтении книг, сперва церковных, а потом и светских».
Будучи доверенным человеком своей госпожи, Матвей выполнял её поручения и в 1755 году, по какому-то делу часто бывая в московском Сыскном приказе, видел там находившегося под следствием знаменитого разбойника Ивана Осипова, известного как Ванька Каин.
Осенью 1771 г. в Москве свирепствовала чума, почти все должностные лица и многие дворяне бежали из города.
А. Л. Щербачёва вместе со своим домоправителем Комаровым уехала к зятю А. В. Хованскому в село Богородское, что под Рузой.
Здесь Комаров пишет первое своё произведение — рифмованное «Письмо его сиятельству князю Алексею Васильевичу Хованскому.
Писанное в Рузской его вотчине в селе Богородском, в котором несколько фамилий имели убежище от бывшей в Москве моровой язвы» (М., 1771), благодаря его за предоставленный его госпоже и ему кров.
Другие произведения Комарова: 
- «Обстоятельные и верные истории двух мошенников: первого российского славного вора, разбойника и бывшего московского сыщика Ваньки Каина со всеми его сысками, розысками, сумасбродною свадьбою, забавными разными его песнями, и портретом его. Второго французского мошенника Картуша и его сотоварищей»[3] (1779—1794);
- «История славного французского вора и мошенника Картуша и товарищей его»;
- «Обстоятельное и верное описание добрых и злых дел российского мошенника, вора, разбойника и бывшего московского сыщика Ваньки Каина, всей его жизни и странных похождений»;
- «Описание тринадцати старинных свадеб великих российских князей и государей, какие во время оных по тогдашнему обыкновению происходили обряды...» (1785);
- «Старинные письма китайских императоров к российскому государю, писанныя с лишком за 150 лет...» (1787).

Последние были найдены «служителем» Комаровым среди бумаг Никиты Зотова (учителя Петра I).
Далее Комаровым была составлена 
- «Краткая повесть о Стеньке Разине» (1815), которую осторожный автор (дабы обойти цензурные препоны) «пристегнул» к очередной версии «Истории мошенника Ваньки Каина».

Все вышеперечисленные документально-исторические книги представляют определённый интерес (а в наше время — преимущественный интерес) и для читателя-интеллектуала...
Расхожий псевдоним Комарова: «Житель города Москвы».
Часто он подписывался как «Матвей Комаров, житель царствующего города Москвы»
Чистой беллетристикой (наряду с «милордом Георгом») является «Невидимка, история о фецком королевиче Аридесе и брате его Полунидесе, с разными любопытными повествованиями» (1789).
Комарову также приписывался анонимный роман «Несчастный Никанор» (1775).
Существует предание, что Матвей Комаров был убит французами в Москве в 1812 году.
Если бы дело обстояло так, то весьма затруднительно объяснить выход в свет в 1815 году вышеупомянутого совмещённого издания «Истории мошенника Ваньки Каина» — «Краткой повести о Стеньке Разине».

### Милорд Георг
Среди самого прекраснейшего дня в один час тёмная туча покрыла чистое небо; облаки, как горы, ходят и волнуются, подобно чёрному морю, от жестокого ветра; гром, молния, град, дождь и сильная буря, соединясь вместе, во ужас всех живущих на земли приводило.
Все бегали, искали своего спасения; старые воздевали руки на небо, просили богов об отпущении грехов; младые вопиют и укрываются под кровы; жены и девицы с плачем и воплями входят в храмины и затворяются; земледельцы в полях не обретали своего спасения...
Младой аглинский милорд Георг, будучи в сие время со псовою охотою на поле, принуждён был от страшной сей грозы искать своего спасения в лесу…
— так начинается роман Матвея Комарова о вымышленном английском аристократе, с пространным названием «Повесть о приключении аглинского милорда Георга и о бранденбургской маркграфине Фридерике Луизе».
«Милорд Георг» выдержал множество переизданий: по 2—3 на каждое поколение русских читателей.
Последнее в этой «цепочке» издание «Милорда» увидело свет в 1918 году, в типографии И. Д. Сытина, — однако, весь или почти весь тираж в том же 1918 г. был конфискован и уничтожен.
В конце XX века вышли с большим «отрывом» (в 1990 и 2000 годах) ещё два репринта этой знаменитой книги.
В сущности, комаровский «Милорд» является авторской обработкой анонимной рукописной повести XVII века, «История о английском милорде Гереоне и о маркграфине Фридерике Люизе».
Хотя именно «Повесть о приключении английского милорда Георга...» более всего прославила Комарова, — из-за неё-то придирчивая литературная критика неустанно попрекала «автора ориентацией на низкого читателя»! А, к примеру, Н. А. Некрасов мечтал о том времени,
   Когда мужик не Блюхера

   И не милорда глупого,

   Белинского и Гоголя

   С базара понесёт. 
(поэма «Кому на Руси жить хорошо»).
С другой стороны, Л. Н. Толстой назвал Матвея Комарова «самым знаменитым русским писателем», имея в виду широчайшее распространение его сочинений в самой гуще народа.
Благожелательно относился к литературному наследию Матвея Комарова и советский филолог Е. Снежко (вопреки официальной позиции СП СССР).
Сам Комаров неизменно адресовал свою продукцию «грамотному простонародью». И он неплохо усвоил вкусы той среды, к которой принадлежал сам. 
Не только «Милорд», но и другие книги Комарова издавались и переиздавались на протяжении всего XIX века.